# Amy Wang
Amy Wang (New Jersey, 2 december 2002) is een Amerikaans professioneel tafeltennisster. Zij speelt rechtshandig met de shakehandgreep.
Zij vertegenwoordigde haar land op de Olympische Jeugdzomerspelen 2018 maar won geen medailles.